# Кокуев, Никита Рафаилович
Никита Рафаилович Кокуев (1848—1914) — российский энтомолог.

## Биография
Родился 28 октября (9 ноября) 1848 года в городе Малоархангельск Орловской губернии в богатой купеческой семье. имел младшего брата — Рафаила Рафаиловича Кокуева (05.11.1860 – ?), коллежского асессора, потомственного почётного гражданина, служившего в Департаменте окладных сборов в Ревеле и Везенберге.
Как и его братья не был определён в гимназию, «по слабости здоровья», и получал домашнее образование. Одним из его педагогов был А. С. Петровский, в то время преподаватель естественной истории в Ярославской мужской гимназии, под влиянием которого Никита Кокуев с 1864 года стал членом Ярославского естественно-исторического общества. С этого времени он стал собирать жуков Ярославской губернии и их коллекционированием занимался на протяжении всей своей жизни. Часть коллекции была им передана в Ярославский естественно-исторический музей и стала началом энтомологической коллекции Ярославского естественно-исторического общества. Другая часть его материалов в составе коллекции энтомолога А. И. Яковлева попала в Зоологический музей Зоологического института РАН. В 1890-х годах он обратился к исследованиям паразитических перепончатокрылых (Ichneumonidae и Braconidae) и напечатал 43 статьи по их систематике в изданиях Энтомологического общества и в «Ежегоднике Зоологического музея Академии наук» — описал в них 208 видов.
С 1894 года — действительный член Русского энтомологического общества. Он стал инициатором создания и был первым редактором (1901—1902) «Русского энтомологического обозрения».
Занимался также садоводством. Результаты исследованием вредителей, которые он представлял на различных сельскохозяйственных выставках, неоднократно удостаиваясь медалей и грамот.
Умер 30 марта (12 апреля) 1914 года. Похоронен на Леонтьевском кладбище.